# Улица Академика Понтрягина
У́лица Акаде́мика Понтря́гина (название утверждено 27 июля 1996 года) — улица в Юго-Западном административном округе города Москвы на территории района Южное Бутово. Пролегает с юга на север между Остафьевской улицей и улицей Академика Семёнова.

## Происхождение названия
Улица названа в 1996 году в честь Льва Семёновича Понтрягина, советского математика, академика АН СССР.

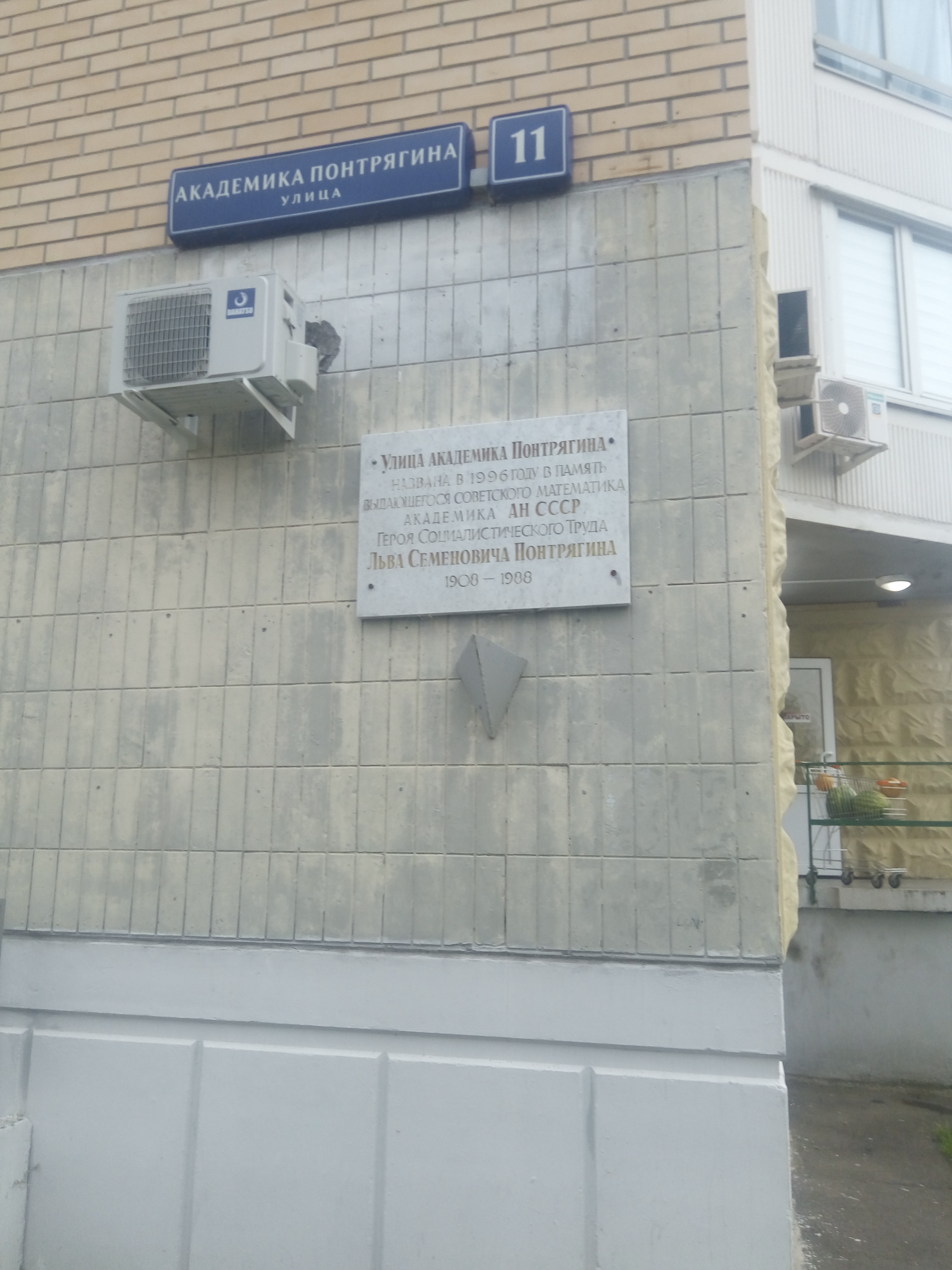
Улица Академика Понтрягина, 11

## Здания и сооружения
По нечётной стороне:
- дома 11, 11 корп. 1, 11 корп. 3 — жилые
- дом 11 корп. 2 — Детский сад № 2590
- дом 17 — жилой
- дом 17, корп. 1 — Школа № 1368
- дом 19 — жилой
- дома 21, 21 корп. 1 — жилые
- дом 25 — жилой
- дом 27 — жилой
- дом 27 корп. 1 — Детский сад № 2589

По чётной стороне:
Застройки нет.
При этом на небольшом расстоянии (250 метров) от улицы располагается коттеджный посёлок «Потапово», а на пересечении с Остафьевской улицей находится Храмовый комплекс Владимирской иконы Божией Матери (Пантелеймоновская и строящаяся Владимирская церкви).

## Транспорт
- Станция метро  Бунинская аллея.
- Автобусное сообщение в двух направлениях от улицы Адмирала Лазарева до Остафьевской улицы

### Автобусные остановки
Чётная сторона:
- Река Лазаревка: С936
- Улица Академика Понтрягина: С936 С953 165 213
- 11-й микрорайон Южного Бутова: С936 С953 165 213

Нечётная сторона:
- 11-й микрорайон Южного Бутова: С936 С953 165 213
- Улица Академика Понтрягина: С936
- Река Лазаревка: С936

### Автобусные маршруты
- С936: прямой — от улицы Академика Семёнова до Остафьевской улицы; обратный — от Остафьевской улицы до улицы Академика Семёнова
- С953: прямой — от улицы Адмирала Лазарева до Остафьевской улицы; обратный — от Остафьевской улицы до улицы Адмирала Лазарева
- 165: прямой — от улицы Адмирала Лазарева до Остафьевской улицы; обратный — от Остафьевской улицы до улицы Адмирала Лазарева
- 213: прямой — от улицы Адмирала Лазарева до Остафьевской улицы; обратный — от Остафьевской улицы до улицы Адмирала Лазарева